# ツール・ド・フランス1967
| 第54回 ツール・ド・フランス 1967 | 第54回 ツール・ド・フランス 1967       |
| -------------------------------- | -------------------------------------- |
| 全行程                           | 22区間, 4780 km                        |
| 総合優勝                         | ロジェ・パンジョン 136時間53分50秒     |
| 2位                              | フリオ・ヒメネス +3分40秒              |
| 3位                              | フランコ・バルマミオン +7分23秒        |
| 4位                              | デシーレ・ルトール +8分18秒            |
| 5位                              | ヤン・ヤンセン +9分47秒                |
| ポイント賞                       | ヤン・ヤンセン 154ポイント             |
| 2位                              | ギド・レイブロック 119ポイント         |
| 3位                              | ジョルジュ・バンデンベルへ 111ポイント |
| 山岳賞                           | フリオ・ヒメネス 122ポイント           |
| 2位                              | フランコ・バルマミオン 68ポイント      |
| 3位                              | レイモン・プリドール 53ポイント        |

ツール・ド・フランス1967は、ツール・ド・フランスとしては54回目の大会。1967年6月29日から7月23日まで、全22ステージで行われた。この年から2年間、チーム単位は国・地域別となった。

## レース概要
二部構成となった第5ステージにおいてロジェ・パンジョンがマイヨ・ジョーヌを奪う。アルプス超えステージに突入した第7ステージではチームメイトのレイモン・リオッテに一時マイヨを奪われたものの、第8ステージにおいてリオッテが区間優勝のルシアン・エマールに14分51秒の差をつけられる86位と大惨敗を喫したのに対し、パンジョンはエマールに対して1分33秒差にまとめたことから再びマイヨを奪取。
その後のアルプス区間においても徐々に差を広げていくパンジョン。しかしピレネー超え区間に入った第16ステージにおいて、フリオ・ヒメネスが快走を見せ、パンジョンのとの差を2分以上縮めて、2分3秒差の総合2位に浮上。そして、ピュイ・ド・ドームがゴールとなる第20ステージにおいてもヒメネスは差を縮め、ついに1分39秒差となった。
しかしヒメネスの健闘もここまでだった。最終ステージの個人タイムトライアルにおいて、パンジョンはヒメネスに1分16秒の差をつけ、総合優勝を果たした。

## トム・シンプソンの死
今大会のツールを語る上において、イギリスのトム・シンプソンの死に触れないわけにはいくまい。1967年7月13日の第13ステージにおける出来事である。シンプソンは第9ステージまで、総合首位のパンジョンに5分15秒差の6位につけていたが、翌、第10ステージでは区間優勝のフェリーチェ・ジモンディに5分59秒の差をつけられ、総合でも8分20秒差の7位へと後退していた。
後にシンプソンの体内からアンフェタミンとアルコールに加え、利尿薬までもが検出され、また、この年のプロヴァンス地方は特に暑かったことも影響していたようだ。既にシンプソンが精神的に追い詰められていたということは明白である。
第13ステージのコースでは、「死の山」と恐れられるモン・ヴァントゥが途中にあった。シンプソンは頂上まで残り2kmという地点において、体のバランスを完全に失ってフラフラの状態となり、ついには倒れた。イギリスチームスタッフはシンプソンに棄権するよう説得したがシンプソンは拒否してまた自転車に跨り始めた。だが残り500mという地点でまた倒れ、ついには起き上がれなくなった。
すぐさま救急ヘリが駆けつけ、シンプソンを病院へと運んだが、既にシンプソンは死亡していた。

## 総合成績
| 順位 | 選手名                     | 国籍     | 時間            |
| ---- | -------------------------- | -------- | --------------- |
| 1    | ロジェ・パンジョン         | フランス | 136時間53分50秒 |
| 2    | フリオ・ヒメネス           | スペイン | 3' 40"          |
| 3    | フランコ・バルマミオン     | イタリア | 7' 23"          |
| 4    | デシーレ・ルトール         | フランス | 8' 18"          |
| 5    | ヤン・ヤンセン             | オランダ | 9' 47"          |
| 6    | ルシアン・エマール         | フランス | 9' 47"          |
| 7    | フェリーチェ・ジモンディ   | イタリア | 10' 14"         |
| 8    | ヨセフ・フスマン           | ベルギー | 16' 45"         |
| 9    | レイモン・プリドール       | フランス | 18' 18"         |
| 10   | フェルナンド・マンザネック | スペイン | 19' 22"         |

### マイヨ・ジョーヌ保持者
| 選手名                   | 国籍     | 首位区間          |
| ------------------------ | -------- | ----------------- |
| リック・バンローイ       | ベルギー | 第1(a)-第1(b)     |
| ウイリー・バンネスト     | ベルギー | 第2               |
| ジャンカルロ・プリドーリ | イタリア | 第3               |
| ヨセフ・スプルーイ       | ベルギー | 第4               |
| ロジェ・パンジョン       | フランス | 第5-第6、第8-最終 |
| レイモン・リオッテ       | フランス | 第7               |